# Eternal Beauty
Eternal Beauty (tạm dịch: Vẻ đẹp vĩnh cửu) là bộ phim hài kịch đen của Anh được biên kịch và đạo diễn bởi Craig Roberts. Phim có sự tham gia diễn xuất của Sally Hawkins, David Thewlis, Billie Piper, Penelope Wilton, Alice Lowe và Robert Aramayo.
Phim được công chiếu lần đầu tiên vào ngày 8 tháng 10 năm 2019 tại Liên hoan phim Luân Đôn BFI. Vào ngày 2 tháng 10 năm 2020 phim được phát hành chính thức tại UK và Hoa Kỳ bởi Bulldog Film Distribution and Samuel Goldwyn Films.

## Nội dung
Phim là hành trình theo chân Jane (do Sally Hawkins thủ vai), một cô gái bị mắc chứng tâm thần phân liệt do gặp một sự cố trong quá khứ. Cứ ngỡ cuộc đời của Jane sẽ mãi vùi trong bế tắc nhưng không, Jane đã bất ngờ gặp được một nguồn tình yêu mới và từ đây, cuộc sống của cô đang bắt đầu một trang mới. Phim cho ta thấy được những khoảnh khắc đầy hài hước, ngô nghê và đáng yêu của Jane nhưng bên cạnh đó, chúng ta cũng thấy được những dằn vặt trong tâm trí và tiềm thức mà có lẽ rất khó khăn để bản thân Jane vượt qua.

## Diễn viên
- Sally Hawkins thủ vai Jane
  - Morfydd Clark thủ vai Jane (lúc trẻ)
- David Thewlis thủ vai Mike
- Billie Piper thủ vai Nicola
  - Natalie O'Neill thủ vai Nicola (lúc trẻ)
- Penelope Wilton thủ vai Vivian
- Alice Lowe thủ vai Alice
  - Elysia Welch thủ vai  Alice (lúc trẻ)
- Robert Aramayo thủ vai Johnny
- Robert Pugh thủ vai Dennis
- Paul Hilton
- Rita Bernard-Shaw thủ vai Lucy
- Banita Sandhu thủ vai Alex
- Boyd Clack thủ vai Bác sĩ tâm lý

## Sản xuất
Tháng 12 năm 2017, nữ diễn viên Sally Hawkins được thông báo sẽ chính thức tham gia vào dàn diễn viên của phim với Craig Roberts cầm trịch vị trí đạo diễn và đồng thời cũng là người chấp bút cho kịch bản phim. Phim sẽ được sản xuất bởi Cliff Edge Pictures. Vào tháng 2 năm 2018, Alice Lowe và David Thewlis là hai cái tên tiếp tục sẽ góp mặt trong bộ phim. Tháng 6 cùng năm, Billie Piper và Penelope Wilton được xác nhận sẽ có một vai diễn trong phim. Cùng tháng đó, Robert Pugh, Paul Hilton và Morfydd Clark lần lượt góp mặt vào dàn diễn viên của phim. Vào tháng 7, 2018, nam diễn viên Robert Aramayo chính thức tham gia vào dàn diễn viên của phim.
Công đoạn quay phim chính được bắt đầu vào tháng 6 năm 2018 tại Wales.

## Phát hành
Phim được công chiếu lần đầu tiên tại Liên hoan phim Luân Đôn BFI vào ngày 8 tháng 10 năm 2019. Một năm sau đó, vào tháng 7, hãng Samuel Goldwyn Films thành công mua bản quyền để phân phối phim tại Hoa Kỳ. Phim được phát hành tại Hoa Kỳ và UK vào ngày 2 tháng 10 năm 2020.

## Đánh giá

### Phê bình
Eternal Beauty thành công nhận về các bài đánh giá tích cực với 78% Cà chua tươi từ 15 bài phê bình trên trang Rotten Tomatoes, tương đương với mức 7.48/10.